# Jeder für sich und Gott gegen alle
Jeder für sich und Gott gegen alle ist ein deutscher Spielfilm von Werner Herzog aus dem Jahr 1974 über das Leben Kaspar Hausers.

## Handlung
Der Film erzählt die Geschichte von Kaspar Hauser, der seine ersten 18 Jahre in einem engen Kellerverlies verbringt, isoliert von jeglichem menschlichen Kontakt außer einem Fremden, der ihm sein Essen bringt. Eines Tages im Jahr 1828 führt ihn dieser Fremde aus seiner Zelle heraus, lehrt ihn gehen und ein paar Sätze und lässt ihn dann in Nürnberg allein. Er wird Gegenstand der Neugierde der breiten Öffentlichkeit und in einem Zirkus ausgestellt, bevor ihn der Lehrer Georg Friedrich Daumer rettet. Mit dessen Hilfe lernt Kaspar schnell Lesen und Schreiben und entwickelt unorthodoxe Annäherungen an Religion und Logik, doch Musik erfreut ihn am meisten.
Er zieht die Aufmerksamkeit des Klerus, der Akademiker und des Adels auf sich, wird aber von einer unbekannten Person angegriffen, die ihn mit blutigem Kopf zurücklässt. Er erholt sich, wird jedoch erneut auf mysteriöse Weise mit einem Stich in die Brust attackiert – möglicherweise vom selben Mann, der ihn nach Nürnberg gebracht hat. Aufgrund der schweren Verletzung verfällt er ins Delirium, worin er Visionen vom Nomadenvolk der Berber in der Wüste Sahara beschreibt, und stirbt kurz danach.

## Adaption
Der Film verfolgt die Lebensgeschichte Kaspar Hausers in etwa, wie sie im Volkstum überliefert ist. Er verwendet den Wortlaut echter Briefe, die bei Hauser gefunden wurden. Viele Details in der Anfangssequenz über seine Gefangenschaft und Freilassung sind tief im Volksglauben verwurzelt, werden von Historikern und Medizinern aber als Erfindung zurückgewiesen.

## Produktion
Werner Herzog entdeckte den Hauptdarsteller Bruno S. in einem Dokumentarfilm über Straßenmusiker. Fasziniert von Bruno, besetzte ihn Herzog als Hauptrolle zweier seiner Filme, Jeder für sich und Gott gegen alle und Stroszek, ungeachtet der Tatsache, dass er keine Erfahrung als Schauspieler hatte.
Der historische Kaspar Hauser war 17, als er in Nürnberg entdeckt wurde. Der Film erwähnt Kaspars Alter nicht, doch Bruno S. war während der Dreharbeiten 41 Jahre alt.
Gedreht wurde der Film vom Juni bis August 1974. Die Außenaufnahmen entstanden in Dinkelsbühl im Landkreis Ansbach, unter anderem am nahe gelegenen Hesselberg, in der westlichen Sahara (Traumsequenzen) und in Irland. Die Uraufführung erfolgte am 1. November 1974 in Dinkelsbühl (Cinemobil).

## Kritiken
„Mit beeindruckender stilistischer Konsequenz und radikalem Erkenntniswillen beschreibt der Film den Prozess der Zivilisation als gefährliche Gratwanderung, die soziale Integration als Identitäts- und Phantasieverlust. Einerseits unschuldiges Naturkind, andererseits ein apokalyptischer Visionär, der die Widersprüche seiner Umgebung sensibel wahrnimmt und schmerzvoll durchlebt, wird der Held (herausragend verkörpert vom Laiendarsteller Bruno S.) zur tragischen Symbolfigur der Moderne im Spannungsfeld zwischen rationalem Nützlichkeitsdenken und abgründiger Existenzangst.“

„Herzog (Jg. 1942), gegenwärtig einer der meistgenannten Filmemacher in der Bundesrepublik, fordert mit seinem Film über den Leidensweg des Kaspar Hauser den Vergleich mit dem ‚Wolfsjungen‘ des Franzosen Truffaut (Film des Monats April 1971) heraus. Während bei Truffaut, trotz aller Einschränkungen, Optimismus vorherrschte, gibt Herzog dem pädagogischen Fortschrittsglauben keine Chance. Bei ihm vollzieht Erziehung sich als herzlose Dressur, die das Objekt zerstört zurücklässt. Der (ästhetisch vielfach betörende) Film liefert reichen Stoff für Diskussionen. Sie sollten freilich den Einwand einiger Kritiker nicht übersehen, die (wie in seinen bisherigen) auch in diesem Film Werner Herzogs Züge einer voyeuristischen Mitleidlosigkeit zu erkennen glauben.“

„Dem Filmemacher Werner Herzog geht es nun nicht um eine bloße filmische Aufbereitung der Historie. Die äußeren Daten und Fakten des Falles werden nur soweit mitgeteilt, dass eine Orientierung in der Historie gerade möglich wird. Herzog interessiert sich auch nicht für den kriminologischen oder zeitkritischen Aspekt des mysteriösen Falles. Ihn interessiert an Kaspar der Mensch, der sein Lebtag in einem Kellerloch eingesperrt war, der zu dem Zeitpunkt, da er mitten in der fränkischen Stadt ausgesetzt wird, nicht weiß, was ein Haus, ein Baum, was Sprache ist, der keine Vorstellung von menschlicher Kultur, keinen Begriff von der Welt hat. Ihn interessiert, wie erfährt ein Mensch die Welt, jemand, der bis ins Erwachsenenalter hinein in absoluter Isolation gehalten wurde und bar jeder Erfahrung und jeden Wissens ist.“

„Herzog versteht seinen Film als eine Passionsgeschichte. […] Die Erziehung leistet in diesem Prozeß einen wichtigen Beitrag. Herzog beantwortet die Frage nach den Möglichkeiten des Findlings negativ. Kaspar Hauser hat keine Überlebenschance in der Gesellschaft. Die Erziehung versagt nicht nur, sondern sie trägt auch dazu bei, daß der Findling zum Opfer wird.“

## Auszeichnungen
Internationale Filmfestspiele von Cannes 1975
Ausgezeichnet
- FIPRESCI-Preis für Werner Herzog
- Großer Preis der Jury für Werner Herzog
- Preis der Ökumenischen Jury für Werner Herzog

Nominiert
- Goldene Palme für den besten Film für Werner Herzog

Deutscher Filmpreis 1975
Ausgezeichnet
- Hervorragende Einzelleistung: Schnitt für Beate Mainka-Jellinghaus (außerdem für In Gefahr und größter Not bringt der Mittelweg den Tod)
- Hervorragende Einzelleistung: Szenenbild für Henning von Gierke
- Herausragende Verdienste um den deutschen Film für Werner Herzog (Preisgeld von 150.000 DM)